# Cimetière de la Trinité (Krasnoïarsk)
Le cimetière de la Trinité (russe : Троицкое кладбище) est un cimetière situé à Krasnoïarsk en Russie. Certaines de ses tombes sont classées monument historique régional. C'est le cimetière le plus ancien de la ville encore conservé. Il date de 1846 et s'étend sur une surface de 16 hectares partagée en 11 sections. L'église de la Trinité, construite par Makovietski et Piotr Charov, se trouve sur son territoire.

## Histoire
Il y avait déjà un cimetière en ville au XVIIIe siècle, mais qui s'avère trop petit à la fin de ce siècle. Au début du XIXe siècle, il est nécessaire de prévoir un plan d'ensemble pour la ville en pleine expansion. Le plan général de la ville de Krasnoïarsk est entièrement conçu dans les années 1820 par William Hastie et approuvé par l'empereur Nicolas Ier, le 2 novembre (ancien style) 1828. Une parcelle est prévue pour un nouveau cimetière près de la rivière Katcha avec une église de style néoclassique dédiée à la Trinité qui est construite en 1836, consacrée et agrandie en 1842. Les premières inhumations datent de 1843. Le cimetière s'agrandit peu à peu et dans le milieu des années 1850 est entouré d'un mur d'enceinte financé par le négociant Nicolas Inozemtsev. Dix ans plus tard, un autre négociant du nom de Sajine fait construire une chapelle de pierre dédiée aux apôtres Pierre et Paul. Le cimetière est agrandi au sud en 1914. Les autorités municipales décident dans les années 1970 de raser le cimetière ; mais reculent devant les protestations des administrés et des familles. Elles décident donc de ne plus entretenir le cimetière avec ses trente mille tombes.
Une habitante de Krasnoïarsk, Olga Arjanikh, crée une association, après la chute de l'URSS, dénommée association historico-culturelle du musée-nécropole de la Trinité de Krasnoïarsk, à qui la municipalité donne un statut historico-mémoriel de 1996 à 2003.

## Structure

### Monuments historiques
- Tombe de Sergueï Guéorguievitch  Drijenko (1878-1946), architecte de l'Art nouveau (dit Modern Style en Russie)

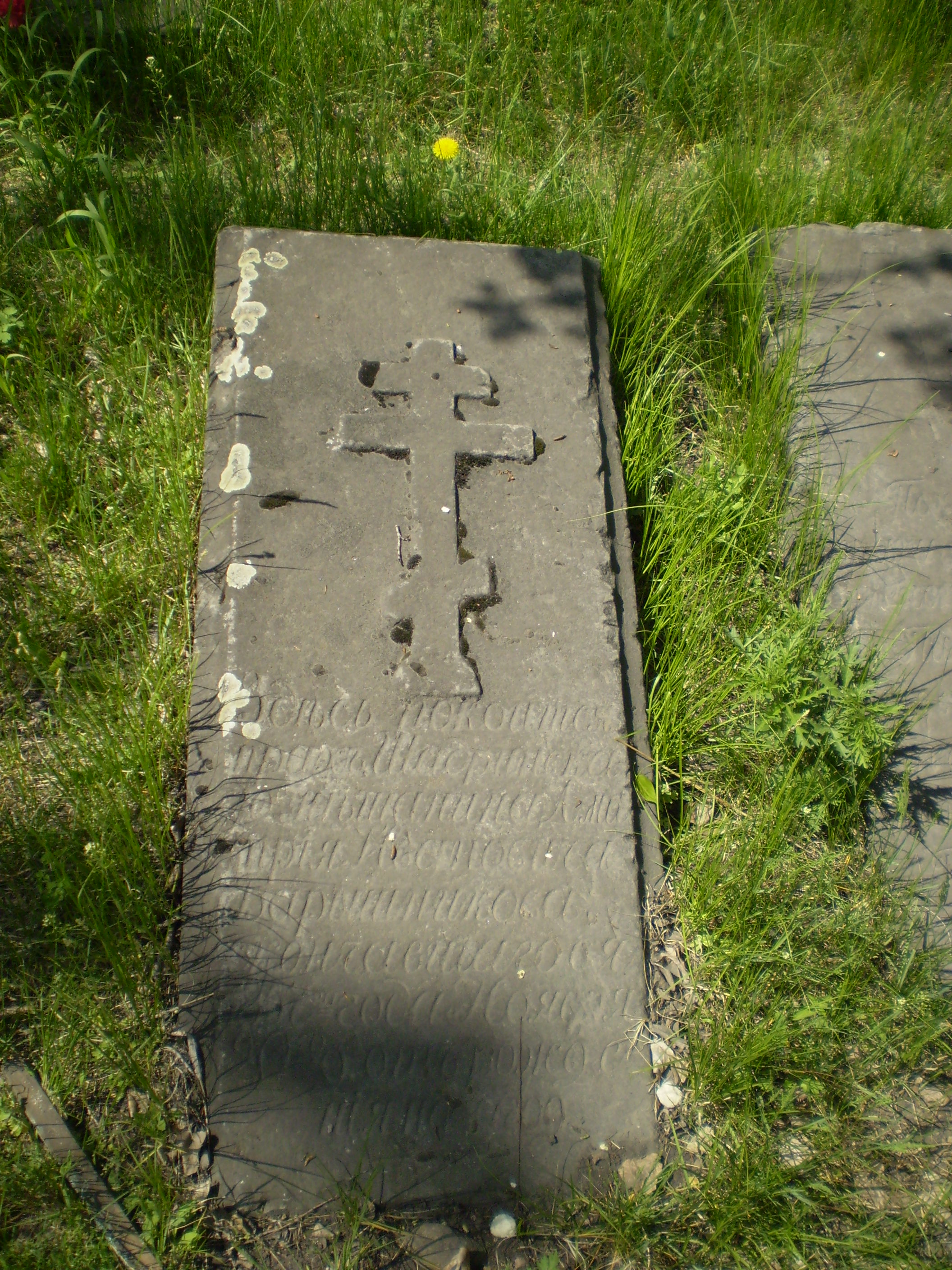
Une tombe ornée d'une croix orthodoxe, au cimetière de la Trinité de Krasnoïarsk

### Tombes à caractère historique
- Tombe du général Fiodor Kirillovitch Drijenko (1858-1922), hydrographe et explorateur du Baïkal
- Tombe d'Anatoly Ivanovitch Gladkov (1907-1928)
- Tombe de Dmitri Innokentievitch Karatanov (1874-1952), peintre
- Tombe de Nikolaï Stanislavovitch Oustinovitch (1911-1962), écrivain
- Tombe de Margarita Rioli (1889-1954), cantatrice d'opéra, épouse de Piotr Slovtsov
- Tombe de Timofeï Alexeïevitch Saïlotov (1845-1918)
- Tombe de Piotr Ivanovitch Slovtsov (1886-1934), chanteur d'opéra, époux de Margarita Rioli
- Tombe de Vladimir Alexandrovitch Sokolovski (1874-1959), architecte
- Tombe de la mère, Prascovie Fiodorovna (1818-1895), et du frère, Alexandre Ivanovitch (1856-1930), de Vassili Sourikov
- Monument funéraire des membres du soviet de Krasnoïarsk tués en 1918
- Monument funéraire des bolchéviques tués par les troupes de l'amiral Koltchak en 1919
- Monument aux morts des pilotes tués pendant la guerre de 1941-1945
- Monument funéraire des soldats morts à l'hôpital de Krasnoïarsk pendant la guerre de 1941-1945

## Quelques personnalités inhumées

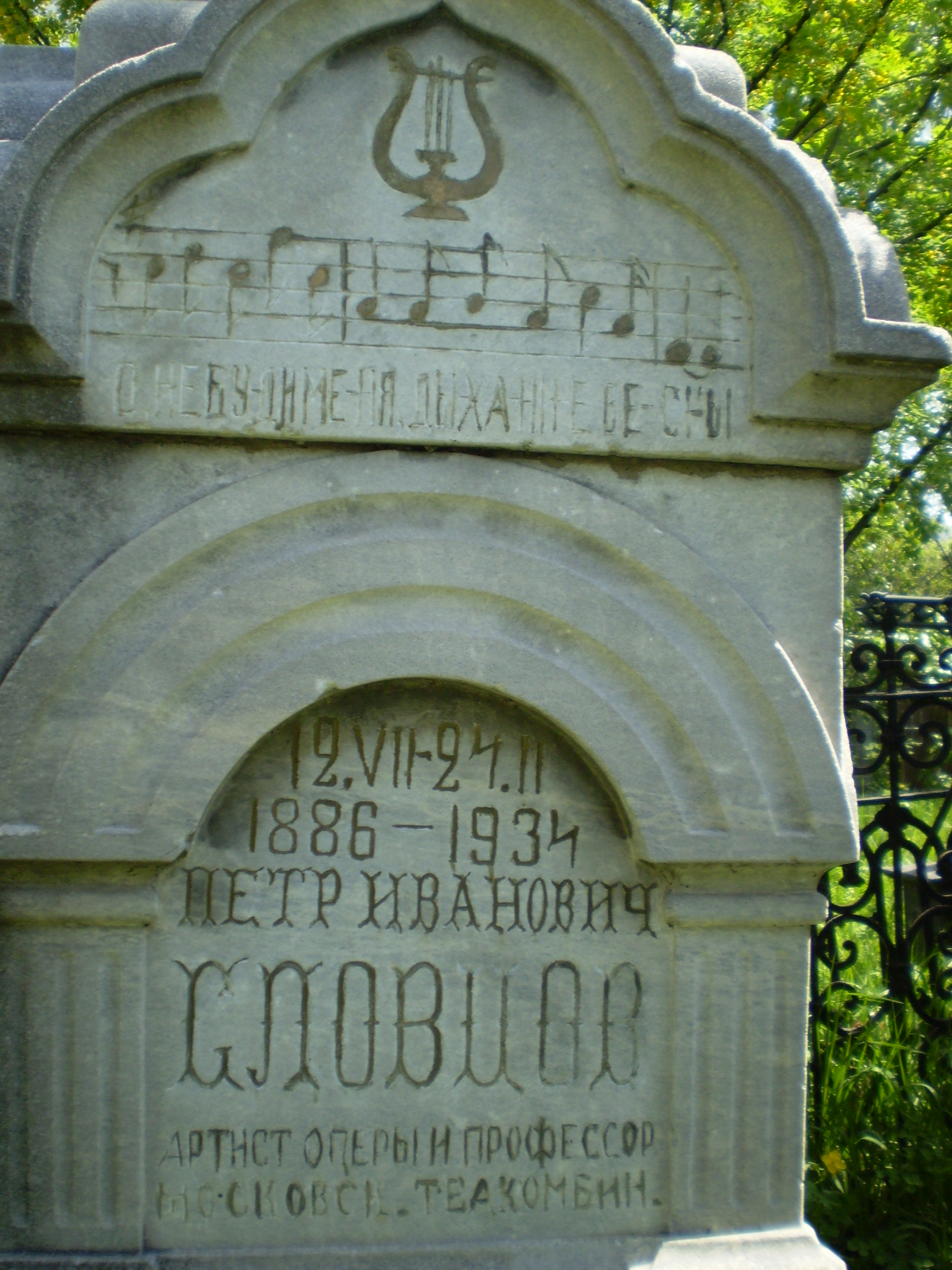
Tombe de Piotr Slovtsov

Parmi les trente mille tombes, on peut distinguer, outre celles précitées, celles-ci:
- Onésime Abalakov (1841-1891), père des fameux alpinistes Evgueni et Vitaly Abalakov, enterré avec son autre fils Mikhaïl (1880-1910)
- Piotr Alexeïevitch Charov (1799-1846), architecte de Krasnoïarsk et des environs
- Prince Vassili Davydov (1793-1855), décabriste
- Vassili Ivanovitch Kopylov (mort en 1844), gouverneur du Gouvernement du Ienisseï
- Vassili Yakovlevitch Makarov, prêtre, neveu de l'amiral Makarov
- Colonel Mikhaïl Fotievitch Mitkov (1791-1849), décabriste et météorologue
- Catherine Alexandrovna Ratchkova (1857-1900), peinte par Sourikov, comme la Beauté sibérienne
- Ivan Timofeïevitch Savenkov (1846-1914), universitaire, archéologue
- Leonid Alexandrovitch Tchernychov (1875-1932), peintre et architecte

## Galerie

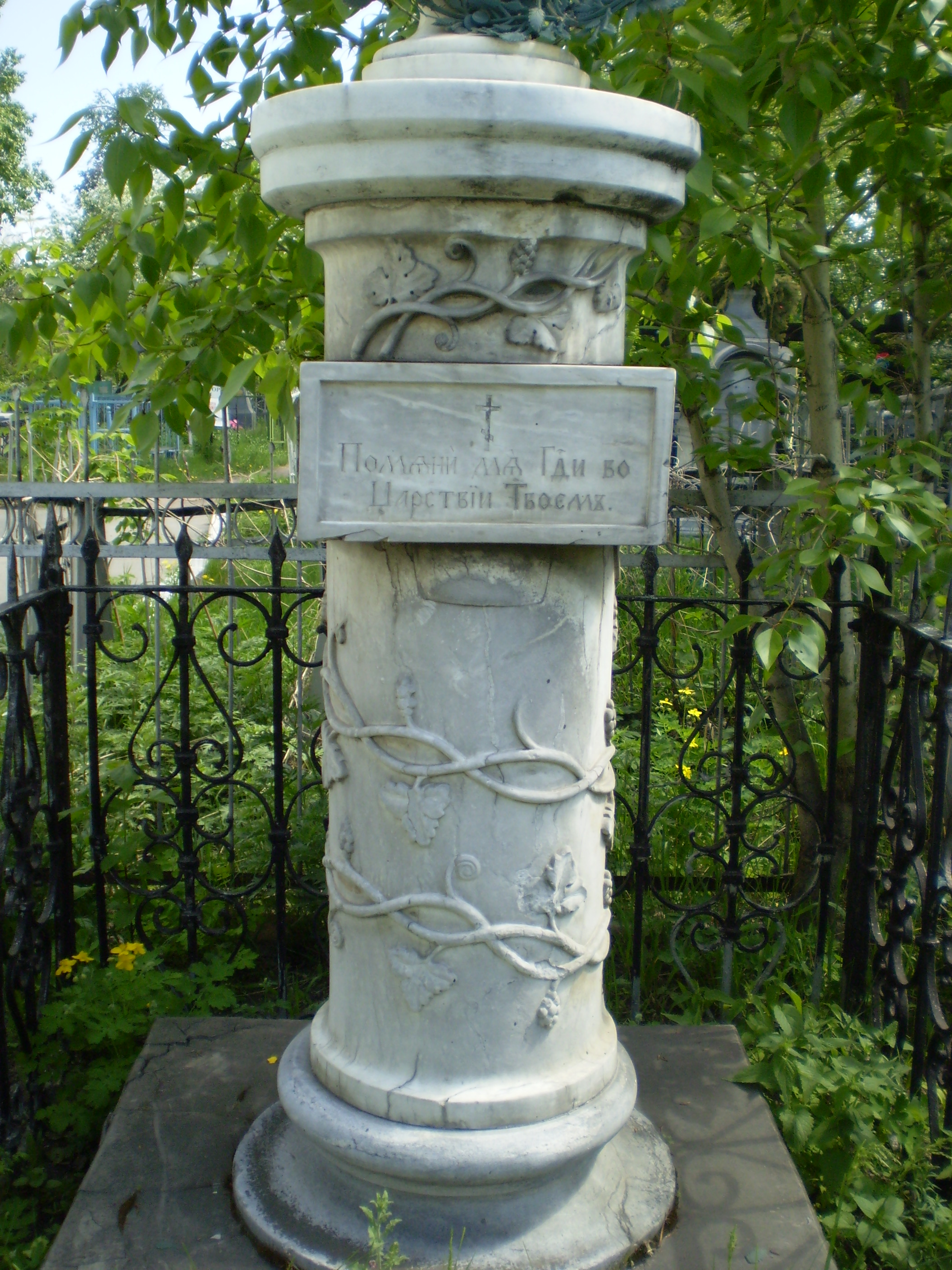
Tombe du prince Davydov, décabriste
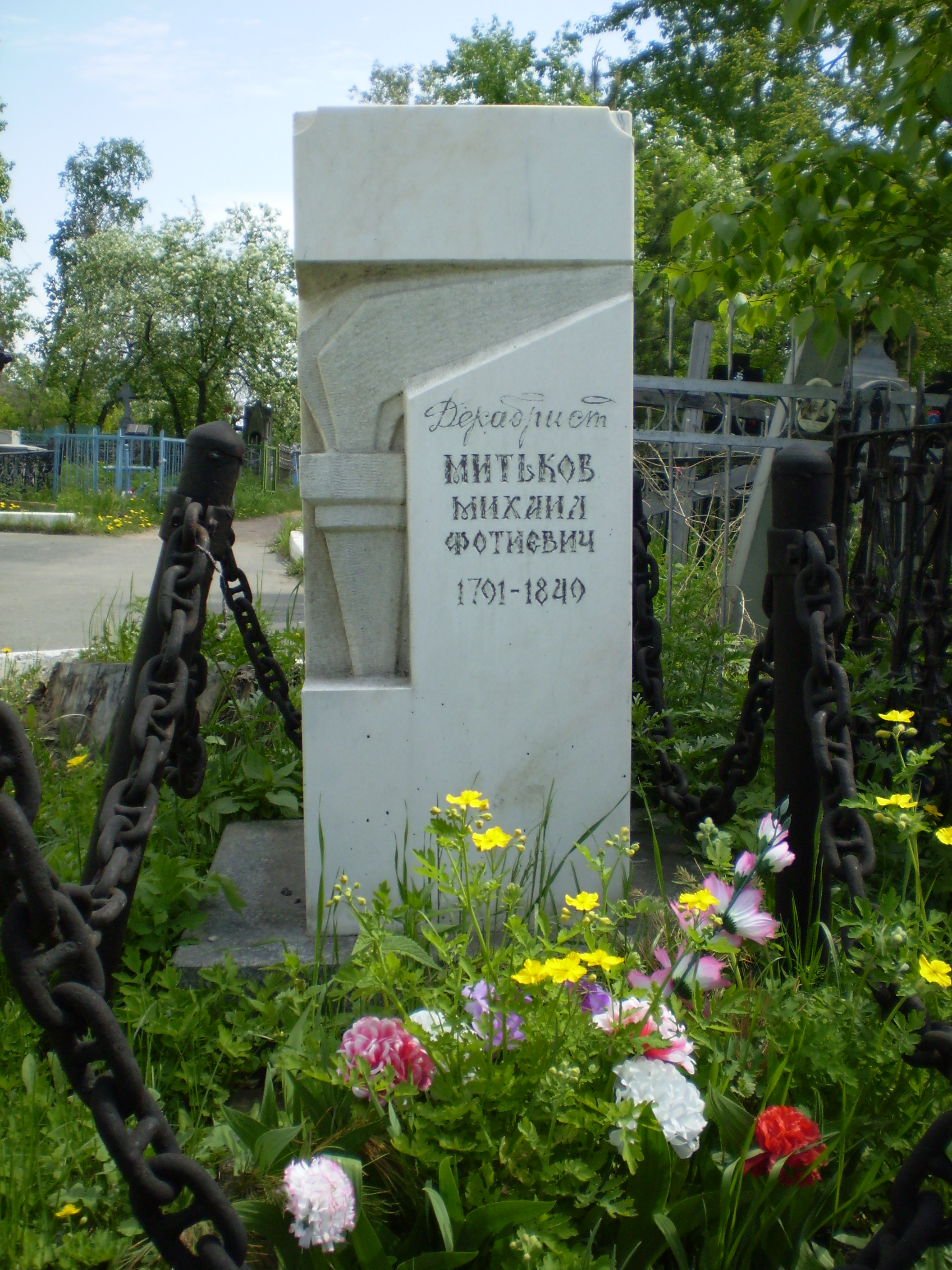
Monument moderne sur la tombe du décabriste Mitkov
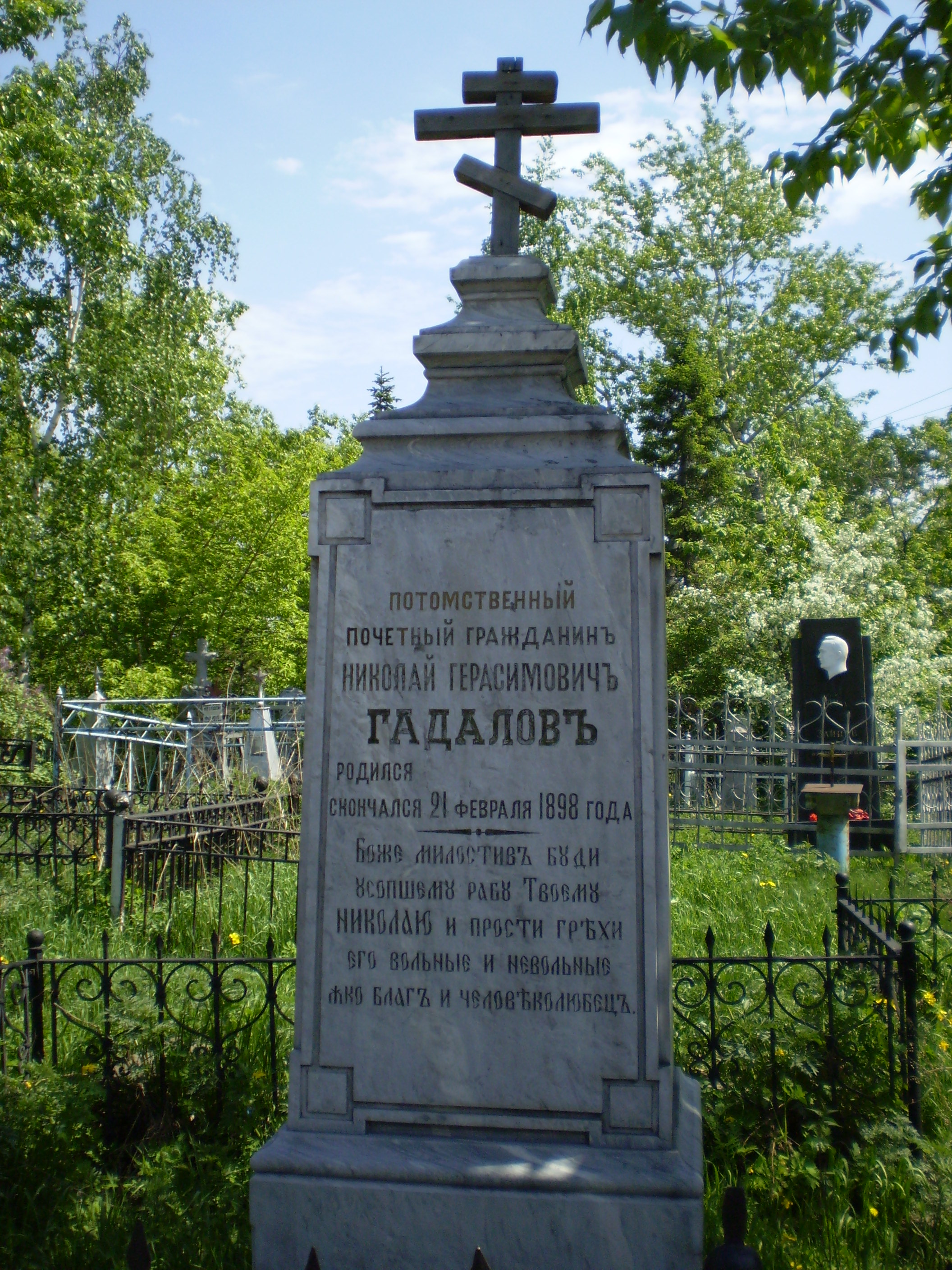
Tombe du négociant Nikolaï Gadalov, bourgeois d'honneur héréditaire de Krasnoïarsk et dont l'hôtel particulier orne la ville
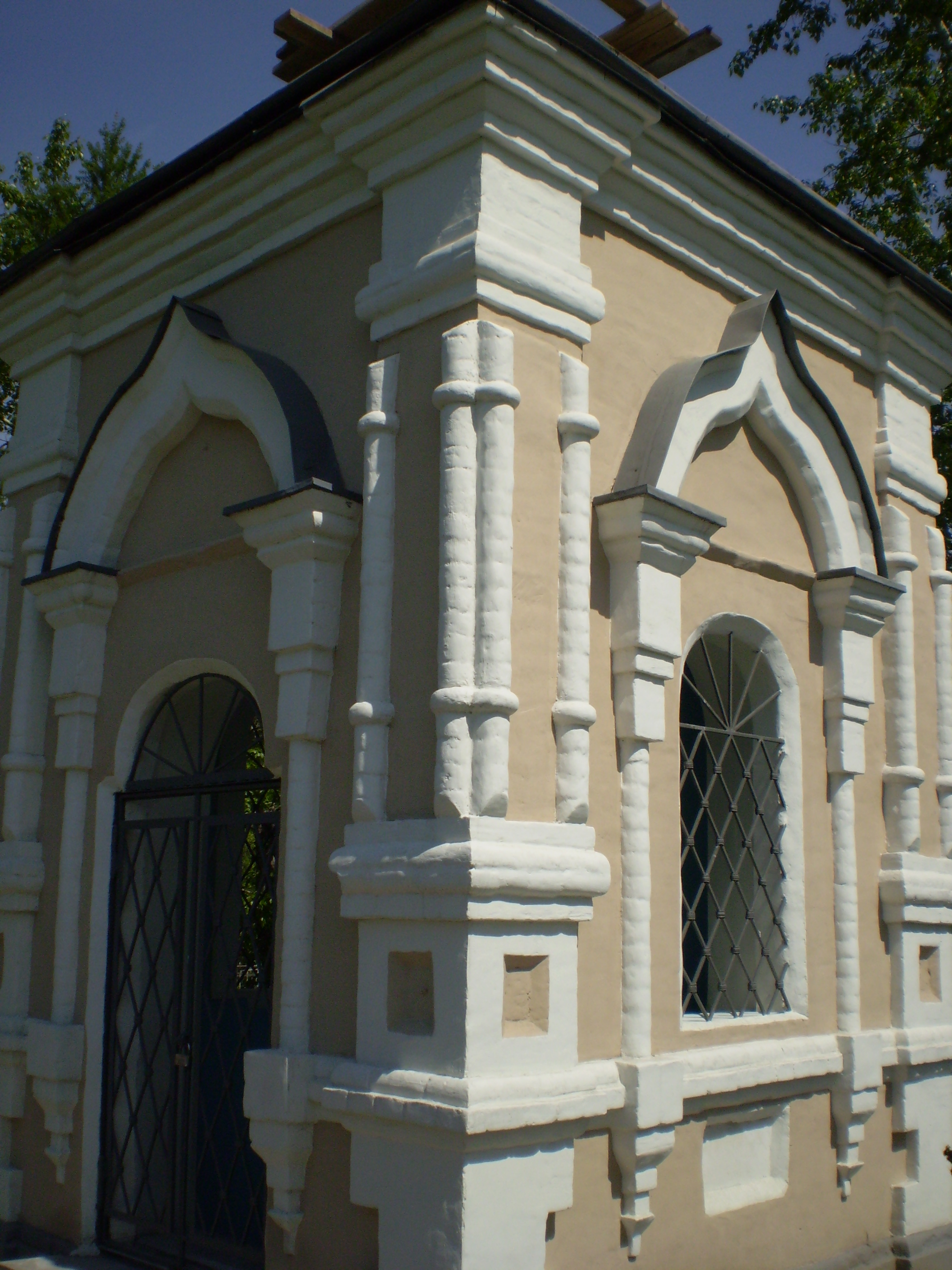
Chapelle Saints-Pierre-et-Paul

## Source
- (ru) Cet article est partiellement ou en totalité issu de l’article de Wikipédia en russe intitulé « Троицкое кладбище (Красноярск) » (voir la liste des auteurs).